# Boman på utställningen
Boman på utställningen är en svensk komedifilm från 1923 i regi av Karin Swanström. Filmen var hennes regidebut.

## Handling
Boman på utställningen är en dokumentation i dramaform av jubileumsutställningen i Göteborg 1923. Johan Sjöborg och hans Karin är på väg hem till Sverige med en ångbåt från New York. Till staterna tvingades han resa för att leta reda på sin älskade Karin, som skickades till Amerika efter att ha fött en dotter. Ungefär samtidigt som båten lägger till i Göteborg invigs Göteborgsutställningen på Götaplatsen.

## Om filmen
Filmen premiärvisades den 26 december 1923. Filmen spelades in i Filmstaden Råsunda och Stora Teatern i Göteborg med exteriörscener från Bohus fästning i Kungälv, Götaplatsen och utställningsområdet i Göteborg. 

## Rollista (urval)
- Karin Swanström – Fru Sjöborg, änka
- Frans Pfunkenhofer – Johan Sjöborg, hennes son
- Karin Gardtman – Karin Sjöborg, Johans hustru
- Ann-Mari Kjellgren – Brita, deras dotter
- Georg Blomstedt – Boman
- Wiktor Andersson – Emanuel Göransson, skräddare
- Ingeborg Strandin – Fru Eulalia Göransson, hans hustru
- Elsa Adenius – Ada
- Rulle Bohman – Kålle
- Josef Fischer – Farbror Jörgen
- Torre Cederborg – Elander, detektiv
- Carl Hagman – Persson, polis
- Wilhelm Berndtson – Betjänt
- Gösta Björkman – Postbud